# 캐슬바니아 (2003년 비디오 게임)
《캐슬바니아》(Castlevania, キャッスルヴァニア)는 코나미가 제작한 액션 어드벤처 게임이다. 플레이스테이션 2로 발매된 첫번째 캐슬바니아 게임으로, 닌텐도 64로 발매됐던 두 게임에 이어  3D 기술을 활용한 핵 앤드 슬래시 장르를 시도했다. 2003년 10월 21일 북미 지역에서 《캐슬바니아: 진실의 한탄》(Castlevania: Lament of Innocence)이라는 제목으로 최초 출시됐다.
《캐슬바니아》는 시리즈 시간대상 가장 먼저인 1094년을 배경으로, 드라큘라와 벨몬트 가문 간의 끊없는 혈투가 시작하게 된 기원을 다뤘다. 주인공 레온 벨몬트가 뱀파이어에게 납치된 약혼자 사라를 구하기 위해 그의 성으로 진입하는 이야기로 시작된다.
발매 직후 《캐슬바니아》는 언론으로부터 재밌고 복잡하지 않은 게임플레이로 대체적으로 긍정적인 반응을 얻었다.

## 평가
| 통합 점수   | 통합 점수 |
| 통합사      | 점수      |
| ----------- | --------- |
| 메타크리틱  | 79/100    |
| 평론 점수   |           |
| 평론사      | 점수      |
| 1UP.com     | B+        |
| 에지        | 8/10      |
| 유로게이머  | 7/10      |
| 게임 인포머 | 8/10      |
| 게임프로    | [ 7 ]     |
| 게임스팟    | 7.7/10    |
| 게임스파이  | [ 8 ]     |
| 게임존      | 9/10      |
| IGN         | 9/10      |
| OPM (US)    | [ 4 ]     |
| 플레이      | B+        |

| 수상   | 수상            |
| 평론사 | 수상            |
| ------ | --------------- |
| IGN    | Editors' Choice |